# R
R je 18. písmeno latinské abecedy.

## R
- V biochemii je R označení pro aminokyselinu arginin.
- Ve fyzice je R značka
  - jednotky ozáření rentgen.
  - veličiny elektrický odpor.
- V organické chemii
  - R označuje uhlovodíkový zbytek.
  - R označuje molární plynovou konstantu
  - stereodeskriptor R označuje „pravotočivou“ konfiguraci na chirálním centru. Postavíme-li model molekuly tak, aby nejlehčí radikál směřoval dozadu, potom v popředí podle velikosti od nejtěžšího k nejlehčímu jsou zbylé radikály seřazeny ve směru hodinových ručiček (doprava).
- V epidemilogii označuje R0 index nakažlivosti
- V termodynamice značí R univerzální plynovou konstantu.
- V matematice
  - ℝ označuje množinu reálných čísel.
  - ℛ označuje Riemanův integrál.
  - ℜ označuje reálnou složku komplexních čísel
- V dopravě
  - R je v některých státech označení rychlostní silnice.
  - R může být označení pro druh vlaku rychlík.
  - R může označovat možnost nebo povinnost rezervace místa ve vozidle zakoupením místenky
- V kinematografii je R označení filmů nevhodných pro mládež do 17 let, udělované americkou filmovou asociací MPAA – viz Filmový rating MPAA.
- V radiokomunikaci je R jeden z prefixů volacích znaků pro Rusko.
- V informatice se může jednat o název programovacího jazyka R.
- V tisku označuje R v kroužku ® registrovanou ochrannou známku.
- Písmeno R může také označovat směr či polohu pravý, vpravo (z lat. rectum nebo z angl. right).
- V křesťanské liturgii označuje značka ℟ responsi – text recitovaný či zpívaný kongregací.

## r
- V geometrii znamená poloměr, latinsky radius
- Ve fyzice znamená rameno síly
- V knihovnictví znamená recto, lícovou stránku listu knihy; viz Paginace

## Varianty písmene R
- Ř – Vyskytuje se v češtině, slezštině, hornolužické srbštině
- Ŕ – Vyskytuje se ve slovenštině, dolnolužické srbštině, votštině
- Ɍ – Vyskytuje se v kanurijštině
- Ṙ – Používá se pro přepis arménštiny do latinky
- Ṛ – Používá se pro přepis afroasijských a íránských jazyků do latinky
- Ṟ – Používá se pro přepis písem, která se vyvinula z písma Bráhmí do latinky
- Ṝ – Používá se pro přepis sanskrtu do latinky
- Ȑ – Používá se při fonetickém zápisu chorvatštiny a slovinštiny
- Ȓ – používá se při fonetickém zápisu chorvatštiny, slovinštiny a inuitštiny